# L'Océanide
L'Océanide est un tableau réalisé par le peintre français William Bouguereau en 1904. De format horizontal, cette huile sur toile  est un nu féminin s'inscrivant dans la tradition de la peinture mythologique. Elle représente l'une des Océanides de la mythologie grecque alors que la nymphe est allongée sur la grève devant une vague, ses bras relevés autour de sa tête sur ses cheveux noirs. Exposée à Paris au Salon des artistes français de 1905, l'œuvre est offerte cette même année à la commune de La Rochelle par sa veuve peu après la disparition de l'artiste le 19 août. Elle est conservée au musée des Beaux-Arts de La Rochelle.